# Judas Cyriacus

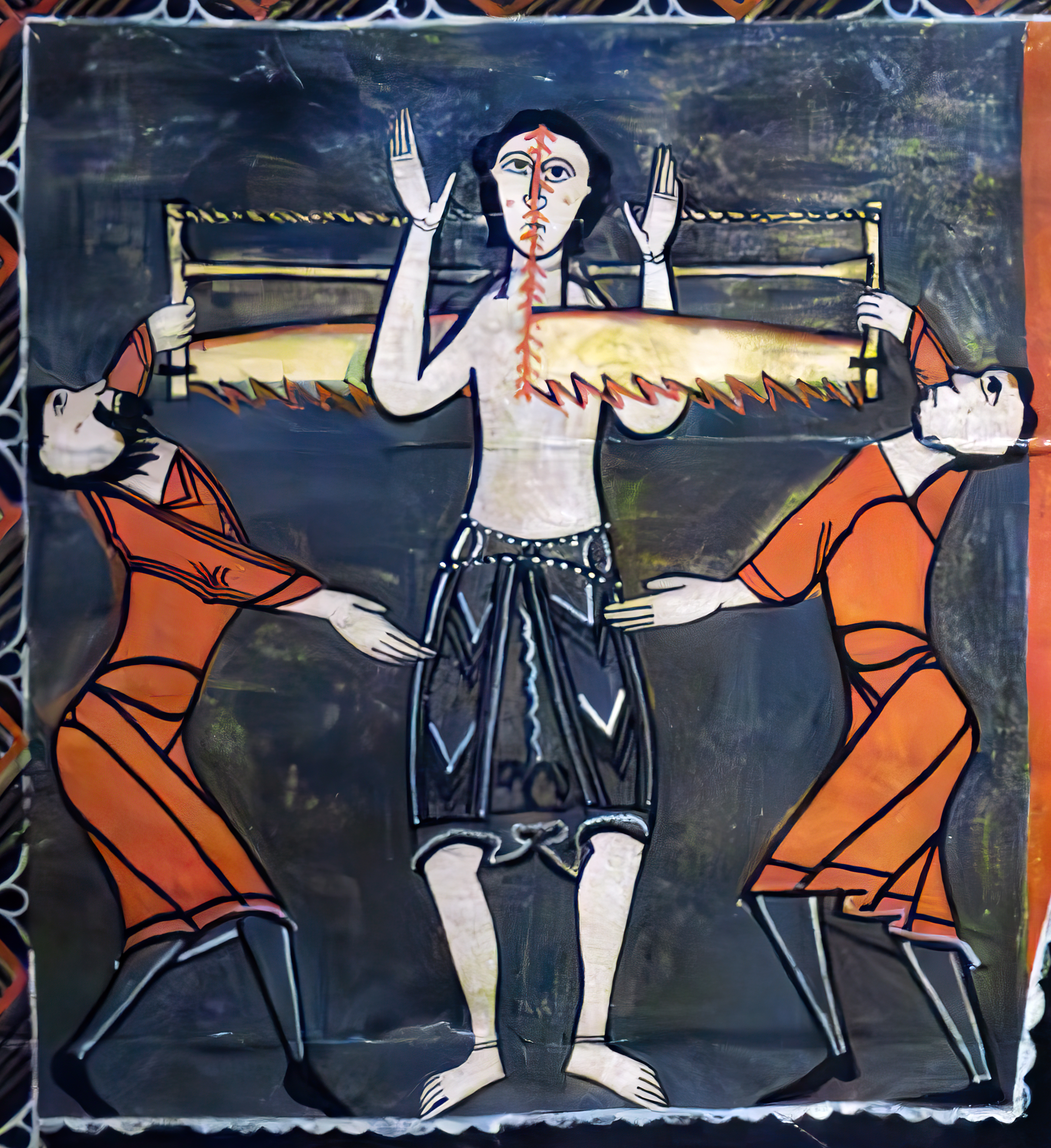
Das Martyrium des Judas Cyriacus, Altarbild (Detail), ehem. in der Kapelle Sant Quirc in Durro (La Vall de Boí, Alta Ribagorça, Katalonien, 12. Jh.)

Judas Cyriacus, auch Quiriacus (von Jerusalem) (* um 300 in Italien; † um 362 in Ancona), ist der Patron der Stadt Ancona und des dortigen Doms von Ancona, wo man alljährlich am 1. Mai sein Fest feiert. Er wird sowohl in der römisch-katholischen als auch orthodoxen Kirche als Märtyrer verehrt (Festtag rk.: 4. Mai, orth.: 14. April).

## Judas Cyriacus und das Kreuz Christi

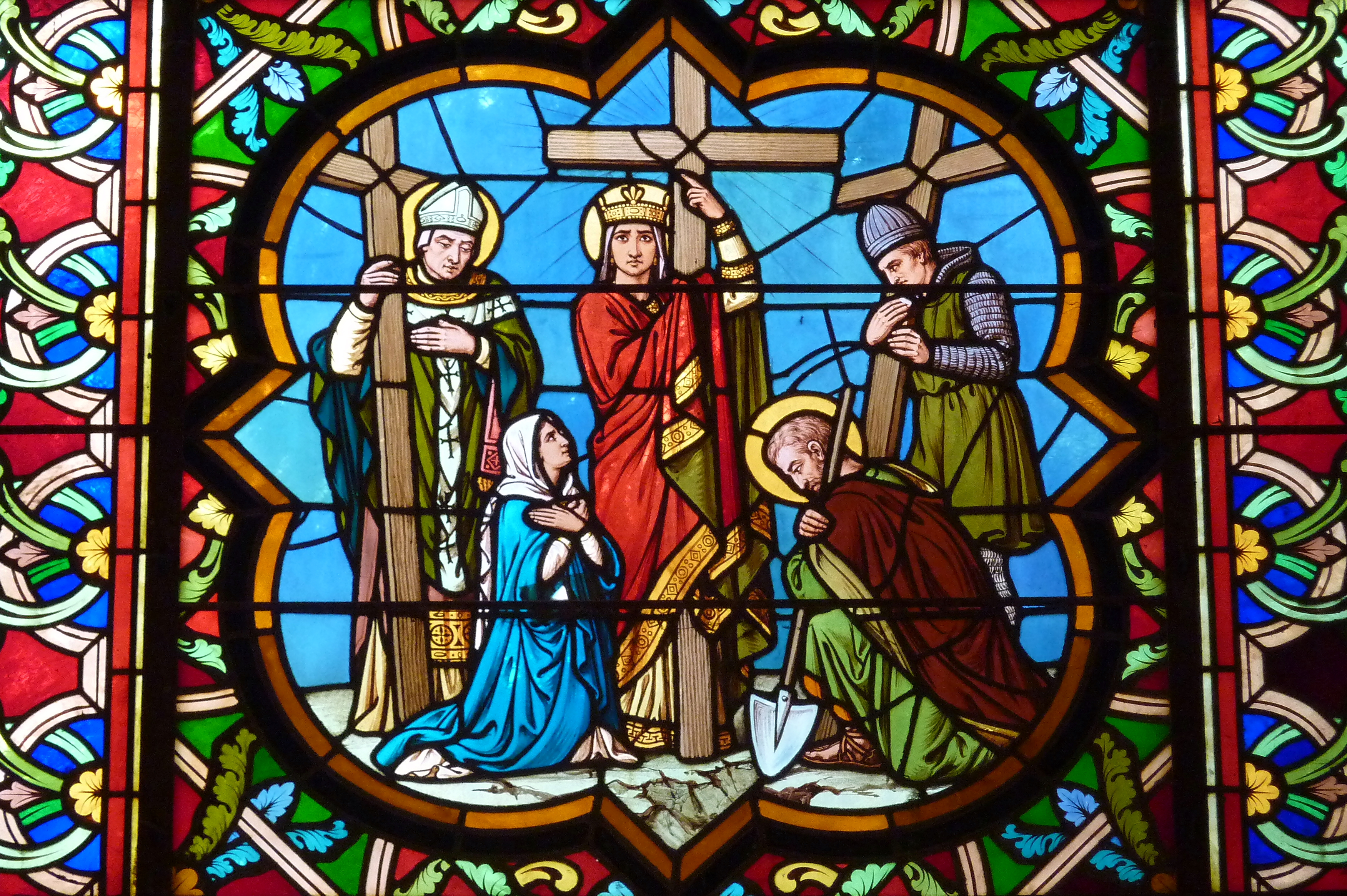
Bleiglasfenster in der Stiftskirche Saint-Quiriace in Provins, Judas Cyriacus bei der Kreuzauffindung

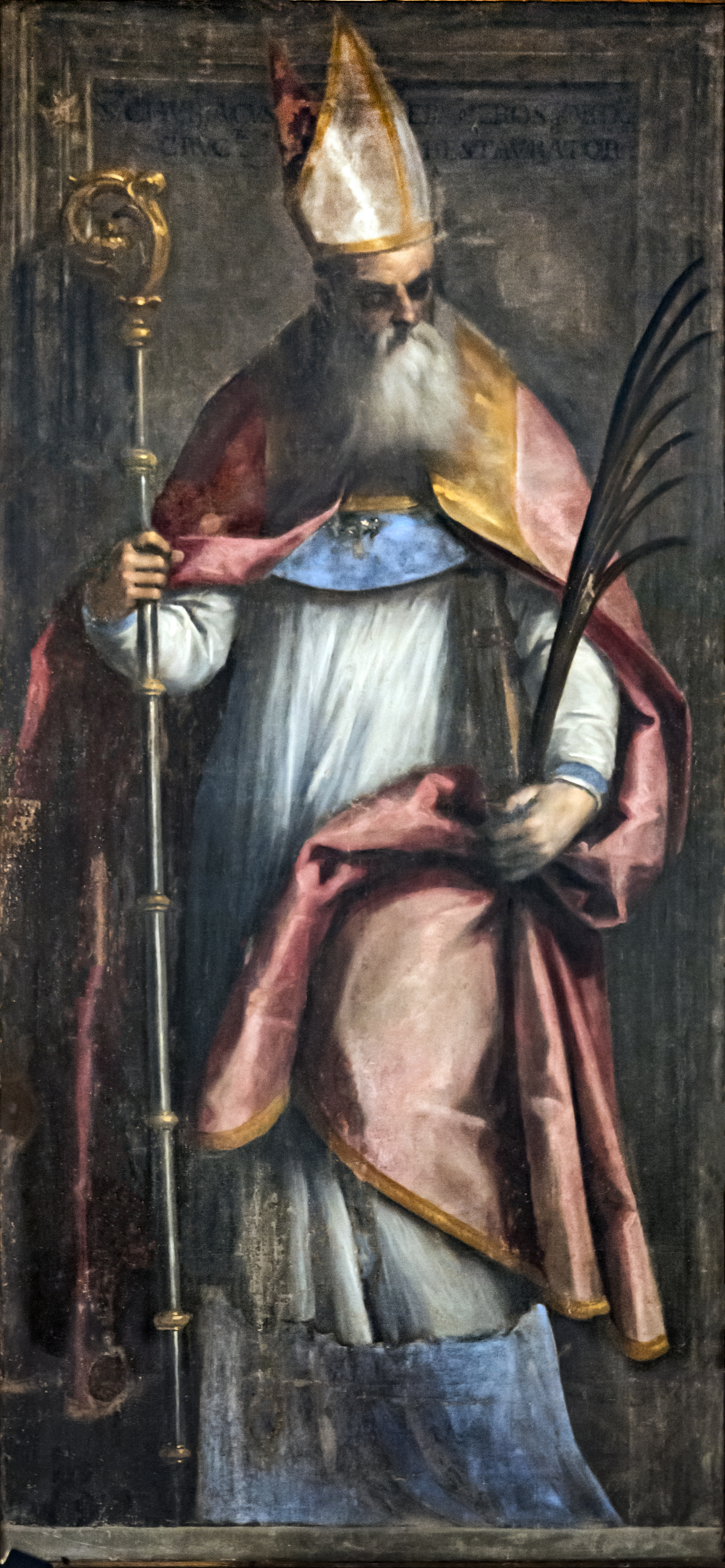
Judas Cyriacus von Palma il Giovane (1620/1625)

Der legenda aurea nach war Judas Cyriacus gebürtiger Jude und ein entfernter Verwandter des Stephanus. Er soll, als er noch Jude war, der Kaiserin Helena geholfen haben, das Kreuz Christi aufzufinden. Nach der Auffindung des Kreuzes ließ sich Judas Cyriacus taufen und wurde zum Bischof von Jerusalem geweiht. Er soll zur Zeit des Kaisers Julian als Märtyrer gestorben sein.
Von Galla Placidia, der Tochter des römischen Kaisers Theodosius I., sollen die sterblichen Überreste des Judas Cyriacus nach Ancona gebracht worden sein. Im Jahr 1128 wurde ihm zu Ehren eine dort errichtete Kathedrale geweiht (Duomo San Ciriaco).
Der älteste erhaltene Text dieser Legende ist ein syrisches Manuskript, das vermutlich um 500 n. Chr. verfasst worden ist. Damit dürfte dies die älteste erhaltene Legende der Kreuzauffindung sein.

## Historische Relevanz
Die in der Legende beschriebene Person lässt sich anhand der antiken historischen Quellen nicht festmachen. Zu der besagten Zeit hat es keinen Bischof mit dem Namen Judas Cyriakus gegeben. Lediglich Eusebius erwähnt zur Zeit Bar Kochbas (132–135) als letzten judenchristlichen Bischof Jerusalems einen Judas (H.E. IV 5,3).

## Patrozinien
- Stiftskirche Saint-Quiriace in Provins, Département Seine-et-Marne (Frankreich)
- Dom von Ancona
- St. Quiriacus und Auctor in Taben-Rodt, Rheinland-Pfalz.